# Božićna priča
 Ovo je glavno značenje pojma Božićna priča. Za druga značenja pogledajte Božićna priča (Čazma).
Božićna priča (eng. A Christmas Carol in Prose, Being a Ghost Story of Christmas, ili A Christmass Caroll) u nekim izdanjima još i Božićna pjesma, je roman engleskog spisatelja Charlesa Dickensa. Roman je prvi put izdan 19. prosinca 1843. s ilustracijama koje je napravio John Leech. Priča je po izlasku bila instantan uspjeh, prodavši se u 6,000 kopija samo u prvom vikendu. Iako je priča bila napisana kako bi Dickens dobio novac da otplati dug, ona je do danas ostala jedna od najpopularnijih i najdugovječnijih božićnih priča.

## Radnja
Škrtog direktora Londonske banke Scrooga posjećuje nećak koji ga moli da ga pusti s posla na Božić. On ga pušta, ali uz uvjet da mu taj dan neće biti plaćen. Nakon što Scrooge zatvori ured, dolazi mu duh prijatelja Marleya u okovima i govori mu da će ga posjetiti tri duha: prošlosti, sadašnjosti i budućnosti. Nakon što mu duh budućnosti pokaže njegov grob zameten snjegom i obitelj koja se veseli njegovoj smrti, Scrooge ispravlja svoje krive postupke i odlazi nećaku na proslavu Božića te donosi jelo i piće. Svi sretno i zajedno slave Božić.

## Ekranizacije
Knjiga je doživjela petnaestak različitih ekranizacija. Među njima su najpoznatije sljedeće:
- Muppetova božićna priča (1992.)
- Božićna priča (1984.)
- Božićna priča (1999.)
- Scrooge (1951.)
- HBO Božićna priča (2020.)